# Барони, Эрик
Э́рик Баро́ни (англ. Eric Barone; род. 3 декабря 1987 года, Лос-Анджелес, США), также известный под псевдонимом ConcernedApe — американский разработчик видеоигр, геймдизайнер, композитор, музыкант, программист и художник. Известен как разработчик компьютерной игры Stardew Valley, созданной им в одиночку.

## Ранняя жизнь
Барони родился 3 декабря 1987 года в Лос-Анджелесе, провёл свое детство в Оберне, Вашингтон. В 2011 году закончил Вашингтонский университет в Такоме со степенью в области компьютерных наук. Из-за проблем с поиском работы, после окончания университета решил разрабатывать компьютерную игру, чтобы включить её в своё резюме для работодателя.

## Карьера

### Stardew Valley
Барони разрабатывал проект под названием Sprout Valley — позже Stardew Valley — в одиночку с 2011 года, используя набор инструментов Microsoft XNA. Он с самого начала ставил перед собой цель создать игру, подобную первым играм серии Harvest Moon. Проект так поглотил его, что Барони перестал искать работу и жил на заработки своей девушки Эмбер Хейгеман — они поначалу жили с родителями Барони, потом снимали квартиру-студию в Сиэтле. Он сам занимался всеми аспектами игры — писал код, рисовал графику, сочинял музыку. В 2012 году, когда Барони создал посвящённый игре сайт и начал распространять информацию по форумам поклонников Harvest Moon, у Stardew Valley появились собственные поклонники; Барони смог найти издателя — компанию Chucklefish. Хейгеман после окончания колледжа продолжала содержать Барони; до выхода игры в феврале 2016 года она не приносила разработчику никаких денег. Тем не менее, Stardew Valley оказалась крайне успешной — спустя полгода после начала продаж у Барони на банковском счету лежало больше 12 миллионов долларов.
В 2017 году журнал Forbes включил Барони в свой список самых ярких звезд видеоигровой индустрии младше 30 лет, учитывая успех созданной им в одиночку игры.

### Haunted Chocolatier
В 2020 году Барони начал разработку новой игры, в 2021 году состоялся анонс проекта, а также был запущен рекламный сайт, где разработчик ведёт блог о разработке будущей игры, которая по стилю и геймдизайну будет напоминать Stardew Valley, а также иметь некоторую связь. Релиз игры должен состояться на Windows, однако о дате выхода игры пока ничего неизвестно.

### Другие проекты
Помимо Haunted Chocolatier, ведётся разработка над ещё одной игрой не связанной со вселенной Stardew Valley, однако информация о ней тщательно скрывается разработчиком. Помимо разработки компьютерных игр, Барони совместно с Коулом Медейросом в феврале 2021 года выпустил настольную игру по вселенной Stardew Valley. Первый тираж настольной игры был быстро раскуплен, впоследствии продажи были запущены вновь, однако с некоторыми изменениями.
В 2022 году, совместно с канадской поп-группой Alvvays снял анимационный видеоклип на песню Many Mirrors. Барони работал над 3D-анимацией в клипе.